# وزارة التخطيط والمالية (ميانمار)
وزارة التخطيط والمالية (بالبورمية: စီမံကိန်းနှင့်ဘဏ္ဍာရေးဝန်ကြီးဌာန)‏ وتُدعى وزارة المالية سابقًا، هي وزارة حكوميَّة في ميانمار. تدير الوزارة السياسات النقدية والمالية والتخطيط الوطني في البلاد.
يرأس وزارة التخطيط والمالية حاليًا وين شين الذي تم تعيينه من قبل رئيس مجلس إدارة الدولة مين أونغ هلاينغ.

## أنظر أيضا
- اقتصاد ميانمار

## روابط خارجية
- الموقع الرسمي